# Leonés rionorés
El leonés rionorés es un dialecto del leonés hablado en Portugal y España en el pueblo de Rihonor de Castilla/Rio de Onor (Riudenore), cuyo núcleo urbano está dividido por la frontera luso-hispana y conocido como el lugar por los nativos. A pesar de que una parte del pueblo está del lado portugués y la otra del lado español, el habla de los dos pueblos es relativamente similar ya que el lado español del pueblo ha sufrido influencia gallega, y el otro ha sufrido influencia portuguesa, los dos siendo parientes cercanos (ver gallego-portugués).

## Características
- La [e] latina aparece más a menudo como [je] que en otros dialectos; iêl en vez de él. [2]
- El diptongo [we] aparece como [wo] o [wɐ] ruôdra en vez de rueda, puârta en vez de puerta. [3](Esto es común con otras variedades asturleonesas occidentales, como el mirandés o algunos dialectos occidentales asturianos y leoneses)
- En algunos casos donde en otros dialectos hay una [t̠ʃ] intervocálica, el leonés rionorés tiene [ut]; nuote en vez de nueche. [4]
- Hay una mayor cantidad de contracciones: à en vez de a la, da en vez de de la. Como el portugués o el gallego pero no como otros dialectos leoneses.[4]
- Nasalización de diptongos al final de las palabras, como matanun (mataron), esto también es común con algunos otros dialectos occidentales asturleoneses.[4]

## Sistema de escritura
El sistema de escritura más utilizado para el riunorese se basa en la ortografía portuguesa, con la existencia de ⟨â⟩ ⟨ê⟩ ⟨ô⟩, la representación de [t̠ʃ] con ⟨tch⟩ (ya que el portugués carece de [t̠ʃ], y ⟨ch⟩ representa [ʃ], a diferencia del castellano y otros dialectos leoneses, donde ⟨ch⟩ representa [t̠ʃ], entre otros aspectos. Esto se debe al hecho de que la versión portuguesa del rionorés es la más estudiada de las dos, aunque ambas están poco estudiadas.[cita requerida]El sistema de escritura no tiene reconocimiento legal y no está regulado por ninguna institución. El dialecto tiene un sistema de escritura propuesto ya que es el único territorio de Portugal de habla leonesa (considerando al leonés una entidad separada del resto de asturleoneses, ya que el mirandés es una lengua/dialecto asturleonés hablado en Portugal en mayor número).

## Texto de ejemplo
História de um louco criminoso
('Historia de un criminal loco'; título en portugués), escrita originalmente en leonés riunorese. 
| Leonés rionorés | Español | Portugués | Leonés | Asturiano Central |
| --- | --- | --- | --- | --- |
| Un tal Miguel ficou de piquenu sin pai e a mai, marota, terminou-se di cassar cun al Tiu Domingo Tano. I iêl iera mau i batia-le al rapace i bateu-le na cabeça. Que iêl de piquenu iera listu i cun as porradas que le dou na cabeça pusu-se tonto. | Un tal Miguel se quedó de pequeño sin padre y la madre, traviesa, acabó casándose con el tío Domingo Tano. Y él era malo y golpeó al niño y lo golpeó en la cabeza. Que él de pequeño era listo y con los golpes que le dio en la cabeza quedóse mareado. | Um tal Miguel ficou de pequeno sem pai e a mãe, marota, acabou por casar com o Tio Domingo Tano. E ele era mau e batia ao rapaz e bateu-lhe na cabeça. Que ele desde pequeno era esperto e com as pancadas que lhe deu na cabeça fez-se tonto. | Un tal Miguel quedóu de piquenu ensin pai y la mai, cundanada, terminóu acunduyánduse cunu Tiu Domingo Tano. Ya él yera malu ya abatucaba-ye al rapaz, abatucóu-ye ena tiesta. Qu'él de piquenu yera llistu ya cunus guelpes que-ye diou na tiesta púnxuse fatu. | Un tal Miguel quedó de pequeñu ensin pá y la ma, traviesa, terminó casando col tíu Domingo Tano. Y él yera malu y golpiaba-y al rapaz y bató-y na tiesta. Qu'él de pequeñu yera llistu y colos güelpes que-y dio na tiesta púnxose fatu. |